# Mournful Congregation

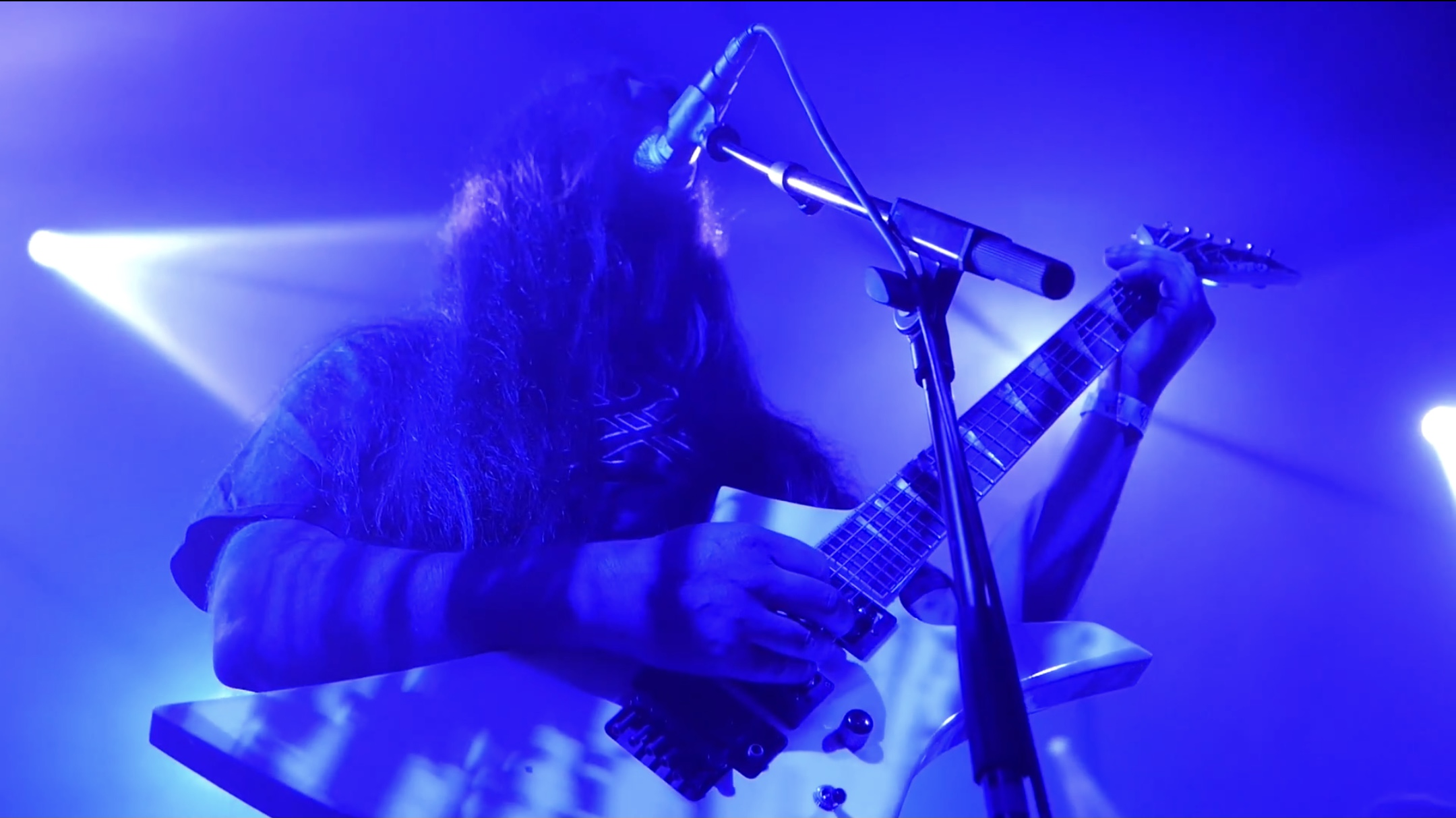

Mournful Congregation est un groupe de funeral doom metal australien originaire d'Adelaide, dans le sud de l'Australie, formé en 1993. Il inclut des membres d'autres groupes comme Chalice, Cauldron Black Ram et Esoteric. 
Les textes que le groupe évoque négligent souvent le mysticisme et la gnose, lus avec une clé pessimiste et sombre. Par exemple, l'album The Monad of Creation (souvent considéré comme leur chef-d'œuvre) est centré sur des thèmes inspirés par le retour au néant d'Arthur Schopenhauer, avec des références aux religions des mystères grecs. D'autres textes traitent de thèmes plus classiques tels que la solitude et la dépression. 
Mournful Congregation est considéré comme l’un des groupes les plus représentatifs du funeral doom, en plus d’être parmi les plus radicaux en ce qui concerne le genre, ce qui leur a assuré une certaine adhésion de fans fidèles. La longueur moyenne des pièces individuelles est particulièrement remarquable, allant de 10 à 30 minutes.

## Biographie

### Débuts (1993–2009)
Mournful Congregation est formé en 1993 et était initialement un groupe studio composé de Damon Good au chant, à la guitare et la basse et Ben Petch à la batterie. Après plusieurs démos et singles, Petch quitte le groupe et est remplacé par Adrian Bickle. Le groupe sort ensuite son premier album Tears from a Grieving Heart. Cet album les aide à populariser le funeral doom. Il s'agit de la dernière sortie à comprendre des chansons écrites par Ben Petch avant son départ. En 1999, le groupe recrute Justin Hartwig et sort son deuxième album The Monad of Creation. Il comprend des chansons écrites entre 1994 et 2003. L'album fut un chef-d'œuvre, et est très bien accueilli par les critiques,.
Après la sortie de son troisième album The June Frost en 2009, le groupe commence sa première tournée en 15 ans d'éxistence, commençant avec 4 concerts en Australie et poursuivant avec 17 autres en Europe.

### Activité récente (depuis 2011)
En juillet 2010, Mournful Congregation continue la tournée promotionnelle de The June Frost aux côtés du groupe japonais Funeral Moth. En septembre 2011, le groupe sort sa première compilation The Unspokn Hymns. Cette compilation regroupe des morceaux de plusieurs splits en vinyle désormais introuvables aujourd'hui.
Le groupe poursuit son retour en novembre de la même année avec son quatrième album The Book of Kings, sorti chez Obsidian Records. Il entreprend ensuite sa première tournée aux États-Unis. Le premier EP du groupe sort en 2014, suivi de leur cinquième album The Incubus of Karma le 23 mars 2018,,,.

## Membres

### Membres actuels
- Damon Good – guitare, voix (depuis 1993), basse (1993–2000, 2000–2008)
- Justin Hartwig – guitare (depuis 1999)
- Ben Newsome – basse (depuis 2008)
- Tim Call – batterie (depuis 2015)

### Anciens membres
- Adrian Bickle – batterie (1997–2015)
- Stuart Prickett – guitare (2011–2016, concert seulement)
- Ben Petch – batterie, guitare, voix (1993–1996)
- Sean Graetz – guitare (2000)
- Mark Bodossian – basse (2000)
- Denny Blake – batterie (2003)

## Discographie

### Albums
- 1999 : Tears from a Grieving Heart (auto-publié)
- 2005 : The Monad of Creation (Weird Truth Productions)
- 2009 : The June Frost (Weird Truth Productions)
- 2011 : The Book of Kings (20 Buck Spin)
- 2018 : The Incubus of Karma (20 Buck Spin)

### EPs
- 2014 : Concrescence of the Sophia (20 Buck Spin)

### Démos
- 1994 : Weeping (auto-publié)
- 1995 : An Epic Dream of Desire (auto-publié)

### Splits
- 2002 : Let There Be Doom... / The Epitome of Gods and Men Alike (avec Worship)
- 2004 : A Slow March to the Burial (avec Stabat Mater)
- 2007 : Ascent of the Flames / Descent of the Flames (avec Stone Wings)
- 2008 : Four Burials (avec Otesanek, Loss et Orthodox)